# Saint-Georges-sur-Layon
Saint-Georges-sur-Layon ist eine Ortschaft und eine Commune déléguée in der französischen Gemeinde Doué-en-Anjou mit 758 Einwohnern (Stand: 1. Januar 2022) im Département Maine-et-Loire in der Region Pays de la Loire. Die Einwohner werden Saint-Georgeois genannt.
Die Gemeinde Saint-Georges-sur-Layon wurde am 30. Dezember 2016 mit Brigné, Concourson-sur-Layon, Forges, Les Verchers-sur-Layon, Meigné, Montfort und Doué-la-Fontaine zur neuen Gemeinde Doué-en-Anjou zusammengeschlossen. Sie gehörte zum Arrondissement Saumur und ist Teil des Kantons Doué-la-Fontaine.

## Geografie
Saint-Georges-sur-Layon liegt etwa 23 Kilometer westsüdwestlich von Saumur in der Landschaft Saumurois. Saint-Georges-sur-Layon liegt im Weinbaugebiet Anjou. 
Durch das Gebiet der ehemaligen Gemeinde fließt der Layon. 

## Bevölkerungsentwicklung
| Jahr                       | 1962 | 1968 | 1975 | 1982 | 1990 | 1999 | 2006 | 2013 |
| Einwohner                  | 762  | 709  | 629  | 598  | 585  | 591  | 734  | 783  |
| Quellen: Cassini und INSEE |      |      |      |      |      |      |      |      |

## Sehenswürdigkeiten
- Kirche Saint-Georges
- Schlösser Les Mines
- Herrenhaus Châtelaison

## Weinbau
Die Reben im Ort gehören zum Weinbaugebiet Anjou.